# Selenops scitus
Selenops scitus là một loài nhện trong họ Selenopidae.
Loài này phân bố ở phía nam của México.
Loài này thuộc chi Selenops. Selenops scitus được Martin Hammond Muma miêu tả năm 1953.